# 26323 Wuqijin
26323 Wuqijin è un asteroide della fascia principale. Scoperto nel 1998, presenta un'orbita caratterizzata da un semiasse maggiore pari a 2,3487311 UA e da un'eccentricità di 0,1103765, inclinata di 6,10804° rispetto all'eclittica.